# Olga Ewertowna Knorring-Neustrujewa
Olga Ewertowna Knorring-Neustrujewa, bis zur Oktoberrevolution Olga Ewertowna von Knorring, (russisch Ольга Эвертовна Кнорринг-Неуструева; * 24. Maijul. / 5. Juni 1887greg. in St. Petersburg; † 1978 in Leningrad) war eine russisch-sowjetische Botanikerin.
Ihr botanisches Autorenkürzel lautet „Knorring“.

## Leben
Knorring stammte aus der Adelsfamilie Knorring. Sie war die jüngste Tochter des schwedisch-finnischen Obersten Ewert Kasimir von Knorring (1843–1888) und seiner russischen Frau Ljubow Arsenjewna Schabitschewa († 1893) und wurde wie ihre fünf Geschwister russisch-orthodox getauft.
Von Jugend an arbeitete Knorring im St. Petersburger Kaiserlichen Botanischen Garten. Obwohl ihr ein Universitätsstudium verschlossen war, wurde sie 1907 zur Kandidatin der biologischen Wissenschaften promoviert. Ab 1908 nahm sie an den zahlreichen botanischen Expeditionen in Turkestan und Zentralasien teil. Dabei kam sie in engeren Kontakt mit Boris Alexejewitsch Fedtschenko und Wladimir Leontjewitsch Komarow.
Knorring erweiterte beträchtlich die Sammlungen des Herbariums des Botanischen Gartens, der 1931 zusammen mit dem Botanischen Museum das Botanische Institut der Akademie der Wissenschaften der UdSSR in Leningrad wurde. In Zentralasien reiste sie zu Fuß, zu Pferde, Esel und Kamel. Häufig reiste sie zusammen mit ihrer Cousine Sinaida Alexandrowna von Minkwitz, die wie sie Botanikerin geworden war. Knorring erstellte die erste Karte der Vegetation Turkestans, die Fedtschenko in sein Buch über die Vegetation Turkestans aufnahm. Als eine der Ersten beschrieb sie die Flora im Gebiet des heutigen usbekischen Zomin-Nationalparks auf dem Nordabhang der Turkestankette (Provinz Jizzax). Knorrings Forschungsschwerpunkt waren die Lippenblütler. Besonders intensiv untersuchte sie die Gattung Lagochilus mit der Rauschminze. Sie verfasste viele Artikel über die Liliengewächse und Lippenblütler für das Buch über die Flora der UdSSR.
Knorring war verheiratet mit dem Forschungsreisenden und Geologen Sergei Semjonowitsch Neustrujew (1874–1928). Sie war Mitglied der Allunions-Botanik-Gesellschaft und der Geographischen Gesellschaft der UdSSR, deren Kleine Goldmedaille sie erhielt.

## Nach Knorring benannte Pflanzen
- Knorringia (Czukav.) Tzvelev, 1987
- Acantholimon knorringianum Lincz., 1952
- Acanthophyllum knorringianum Schischk., 1937
- Artemisia knorringiana Krasch., 1914
- Astragalus knorringianus Boriss., 1947
- Carduus knorringianus Tamamsch., 1953
- Carex knorringiae Kük. ex V.I.Krecz., 1935
- Cousinia knorringiae Bornm., 1916
- Crataegus knorringiana Pojark., 1947
- Delphinium knorringianum B.Fedtsch., 1936
- Echinops knorringianus Iljin, 1922
- Gerbera knorringiana B.Fedtsch., 1915 [= Leibnitzia knorringiana (B.Fedtsch.) Pobed., 1963]
- Lagochilus knorringianus Pavlov, 1938
- Ligularia knorringiana Pojark., 1961
- Nepeta knorringiana Pojark., 1954
- Primula knorringiana Fed., 1952
- Scaligeria knorringiana Korovin, 1928 [= Elaeosticta knorringiana (Korovin) Korovin, 1948]
- Scutellaria knorringiae Juz., 1957
- Tulipa neustruevae Pobed., 1949

## Ehrungen
- Ehrenzeichen der Sowjetunion
- Leninorden
- Medaille „Für heldenmütige Arbeit im Großen Vaterländischen Krieg 1941–1945“